# Lovewell
Lovewell Institute for the Creative Arts ("Lovewell") grundades 1989 i Salina, Kansas i USA, av David Spangler. Organisationen anordnar kreativa workshopar där musikteater, "musikaler", används som ett verktyg för att främja kreativitet, samarbetsfärdigheter, självkänsla och konstnärlig utveckling. Under tre veckor skrivs, repeteras och framförs en fullt producerad föreställning. 

## Lovewell i Sverige
Sedan 2003 finns en svensk organisation, Lovewell Institute Sweden, som på licens från amerikanska Lovewell anordnar workshopar i Eslöv(Oskarshamn), för åldrarna 13-19. Sedan 2009 finns även Lovewell Junior i Lomma, en workshop för barn mellan 8 och 13 år. Lovewell Junior finns sedan 2011 också i Oskarshamn, och anordnas då parallellt med den andra workshopen i staden. Med start 2014 samarbetar Lovewell med musikallinjen på Eslövs Folkhögskola. I Lovewell Sveriges styrelse sitter, bland andra, kompositören och pianisten Nils-Petter Ankarblom.  

## Lovewell-musikaler skrivna under workshopar i Sverige
- Backstage Story (1996)
- Storm (2003)
- 360 (2004)
- The Road to Eville (2005)
- Livstecken (2006)
- Fallen (2007)
- Instinct (2008)
- Ur & Retur (2009) (Junior)
- Förgätmigej (2009)
- Lomma Vegas (2010) (Junior)
- The Drop (2010)
- Aldrig i Livet (2011) (Junior)
- Perspektid (2011) (Junior)
- Layers of Leo (2011)
- Fotbollskriget (2012) (Junior)
- När Skratten Tystnar (2012) (Junior)
- The Women of Whitechapel (2012)
- När Mörkret Faller (2013) (Junior)
- Det var en gång (2013) (Junior)
- Fly firefly (2013)
- Boom! (2014) (Junior)
- Frihetsjuvelen (2014) (Junior)
- Calling Amelia (2014)
- The Great Noise (2015)
- Spegelvänd (2015) (Junior)
- Konstkuppen (2015) (Junior)
- To The End (2015)
- Insnöad (2016) (Junior
- Pyra och Nero (2016) (Junior)
- Locked In (2016)
- Skyfall en bortglömmd musikal (2023) (Junior)